# Tricyphona (Tricyphona) kirishimensis
Tricyphona (Tricyphona) kirishimensis is een tweevleugelige uit de familie Pediciidae. De soort komt voor in het Palearctisch gebied.